# 에릭 유안

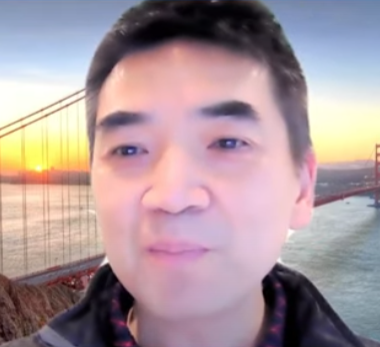

에릭 유안(Eric Yuan, 본명: 에릭 S 유안, Eric S Yuan, 중국어: 袁征, 병음: Yuán Zhēng, 1970년 2월 20일 ~ )은 중국계 미국인 억만장자 사업가이자 엔지니어이며 줌 비디오 커뮤니케이션의 CEO이자 설립자이다. 그는 줌 비디오 커뮤니케이션의 지분 22%를 소유하고 있다.

## 어린시절
유안은 지질공학자의 아들이다. 중국 산둥성 타이안에서 태어나고 자랐다. 4학년 때 위안은 구리를 재활용하여 현금으로 만들기 위해 건축 폐기물을 수집했다.
1987년 대학교 1학년이었던 그는 여자 친구를 방문하기 위해 10시간 동안 기차를 타고 가면서 그녀를 "방문"할 수 있는 더 쉬운 방법을 찾고 있던 중 화상 전화 소프트웨어 개발에 영감을 받았다. 산동 과학 기술 대학에서 컴퓨터 응용 소프트웨어를 부전공하고 응용수학 학사 학위를 취득했으며, 베이징에 있는 중국 광산 기술 대학에서 지질학 공학 석사 학위를 받았다. 유안은 2006년에 스탠포드 대학교 경영자 과정을 마쳤다.

## 경력
석사 학위를 취득한 후 유안은 베이징에 거주하며 4개월 동안 일본에서 훈련 프로그램에 참여했다. 1995년 일본에서 연설한 빌 게이츠에게 영감을 받아 1997년 실리콘밸리로 옮겨 기술 붐에 동참했다. 당시 유안은 영어를 거의 하지 못했고 미국 비자를 받기 전에 9번이나 지원했다.
유안은 미국에 도착하자마자 웹 회의 스타트업인 웹엑스(WebEx)에 입사하여 처음으로 채용된 20명 중 한 명이었다. 2007년에 회사는 시스코 시스템즈에 인수되었으며 당시 그는 엔지니어링 부사장이 되었다. 2011년 위안은 시스코 경영진에게 스마트폰 친화적인 새로운 화상 회의 시스템을 소개했다. 아이디어가 거부되자 위안은 시스코를 떠나 자신의 회사인 줌 비디오 커뮤니케이션을 설립했다.
2019년 줌은 기업공개(IPO)를 통해 공개 회사가 되었고, 이때 위안은 억만장자가 되었다. 줌이 온라인 업무와 교육으로의 전환을 통해 이익을 얻었기 때문에 그의 재산은 코로나19 팬데믹 기간 동안 증가했다. 2020년 9월 1일 위안의 순자산은 미화 164억 달러로 추산되는데, 이는 연초 순자산보다 360% 높은 수치이다. 2021년 3월 위안은 60억 달러 상당의 줌 주식을 위안이 수탁자인 양도인이 보유하는 연금 신탁에 양도했다.